# Gare de Toulouse-Saint-Agne
Gare de Toulouse-Saint-Agne vasútállomás Franciaországban, Toulouse településen.

## Vasútvonalak
Az állomást az alábbi vasútvonalak érintik:
- Toulouse–Bayonne-vasútvonal
- Saint-Agne–Auch-vasútvonal

## Kapcsolódó állomások
A vasútállomáshoz az alábbi állomások vannak a legközelebb:
- Gare de Portet-Saint-Simon
- Gare de Gallieni-Cancéropôle
- Gare de Toulouse-Matabiau